# Hoogezand-Sappemeer
 Hoogezand-Sappemeer  (en groningués Hogezaand-Sapmeer) es un antiguo municipio de la provincia de Groninga al norte de los Países Bajos. Contaba con una superficie de 72,99 km², de los que 6,28 km² correspondían a la superficie ocupada por el agua. En octubre de 2014 contaba con una población de 34.325 habitantes. El 1 de enero de 2018 se fusionó con Menterwolde y Slochteren para crear el nuevo Midden-Groninga.
La capital del municipio se encontraba en Hoogezand y a él pertenecían además, otros veinte núcleos de población: Achterdiep, Borgercompagnie, Borgweg, Foxham, Foxhol, Foxholsterbosch, Jagerswijk, Kalkwijk, Kiel-Windeweer, Kleinemeer, Kropswolde, Lula, Martenshoek, Meerwijck, Nieuwe Compagnie, Sappemeer, Tripscompagnie, Waterhuizen, Westerbroek y Wolfsbarge. Disponía de cuatro estaciones de tren (Kropswolde, Martenshoek, Hoogezand y Sappemeer Oost) en la línea Groninga-Nieuweschans.
El municipio, originalmente reducido a un par de aldeas de Gorecht, en la jurisdicción de Groninga, se desarrolló en el siglo XVII impulsado por la extracción de turba. Fue entonces cuando se formaron los pueblos (y municipios) de Hoogezand y Sappemeer. Inicialmente fue este el de mayor importancia, aunque no tardó en ser eclipsado por Hoogezand. La fusión de los dos municipios tuvo lugar el 1 de enero de 1949. 

## Galería

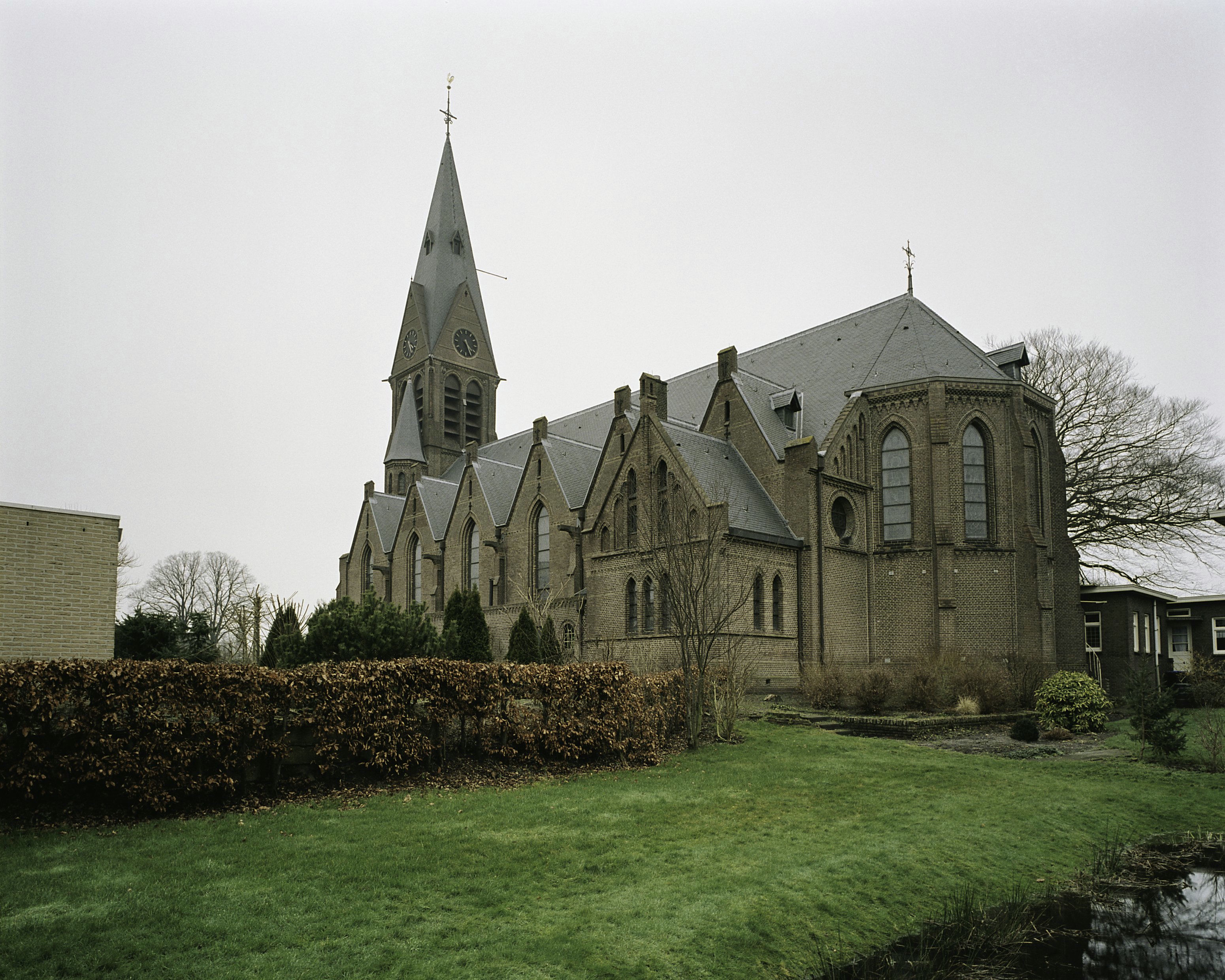
Iglesia católica de San Willibrordo en Sappemeer, siglo XIX.
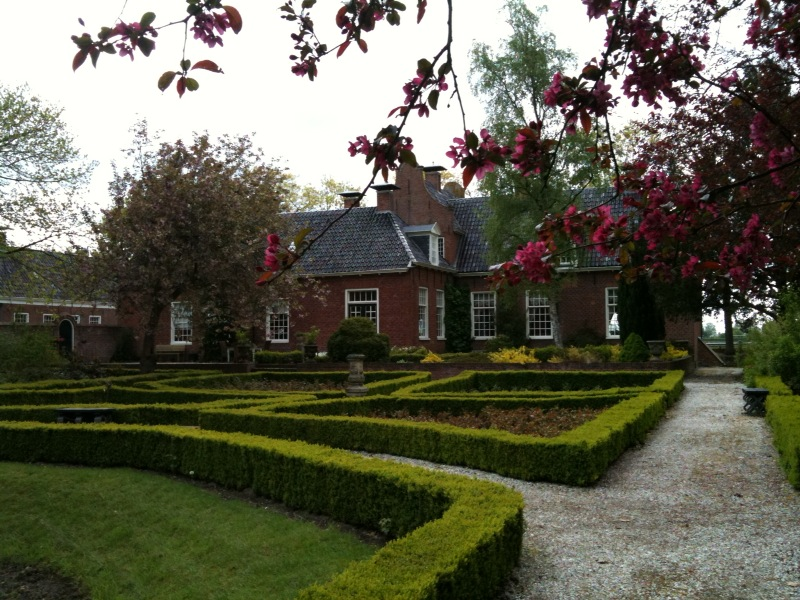
Jardín y depósito de turba en Sappemeer, siglo XVII.
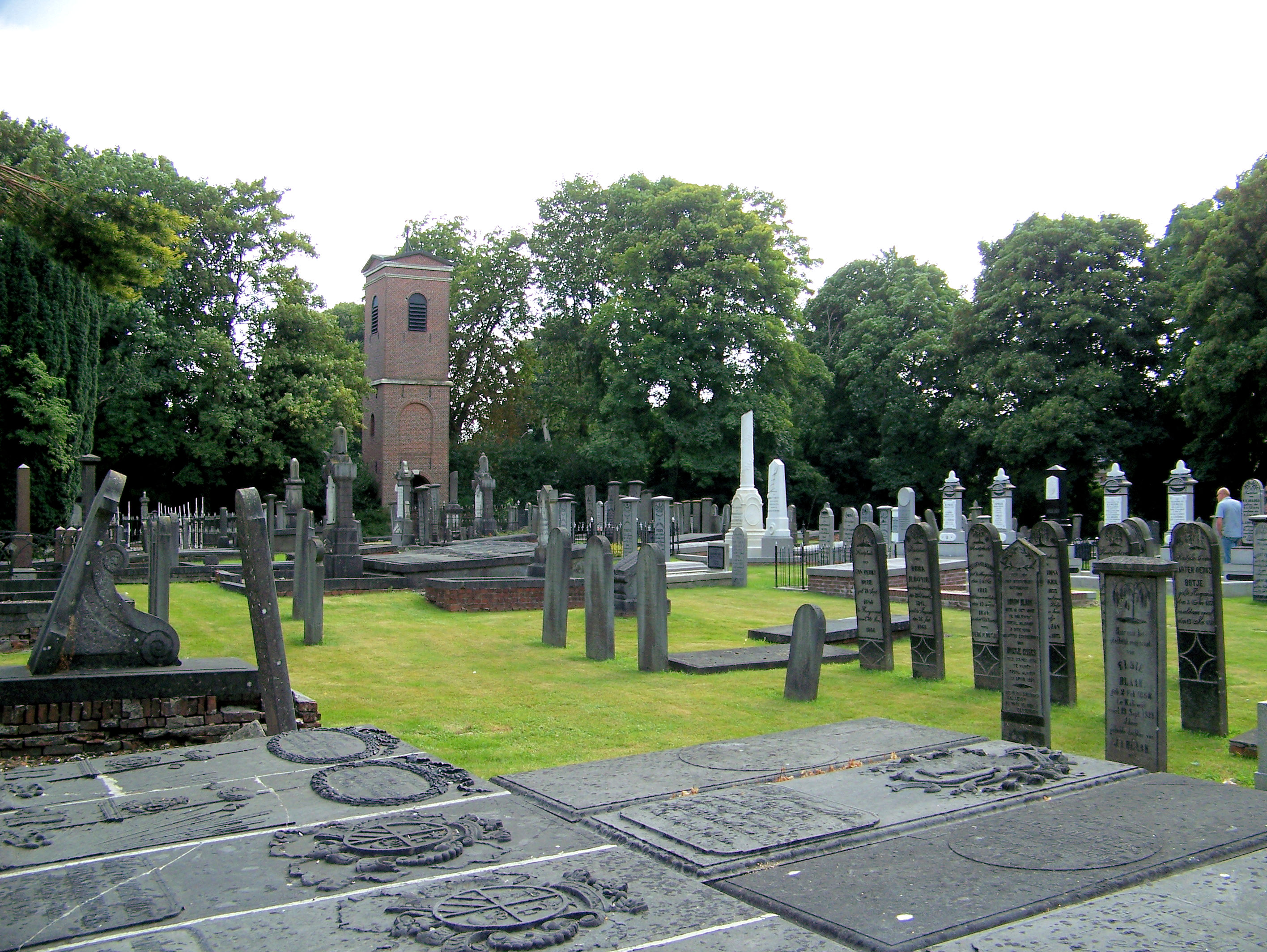
Cementerio reformado y torre de la iglesia de Hoogezand.
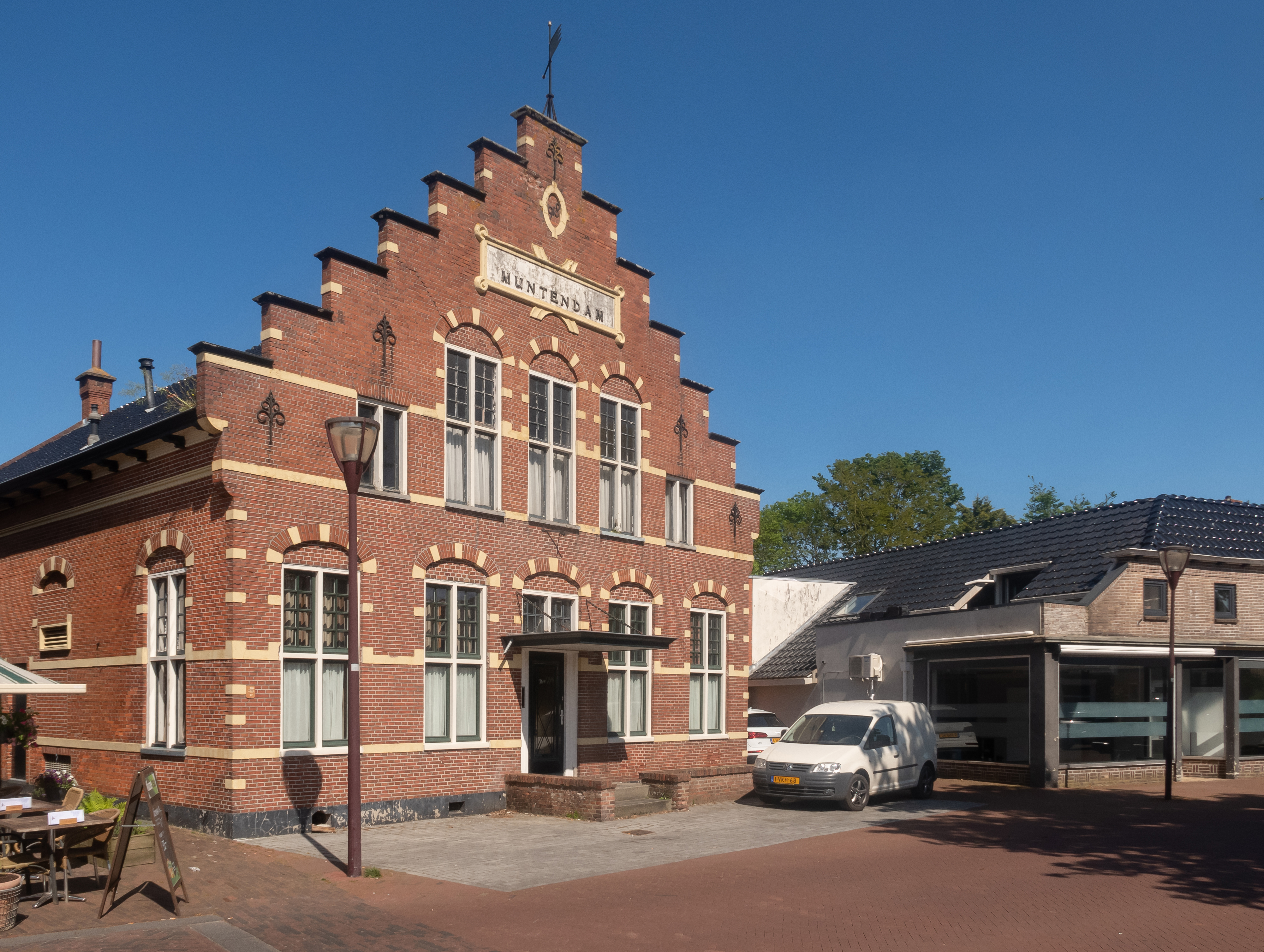
Muntendam, el antiguo ayuntamiento